# C++ Technical Report 1
C++ Technical Report 1 (TR1) является общим названием для стандарта ISO/IEC TR 19768, библиотеки расширений C++ — это документ с предложением дополнений в стандарт библиотеки C++. Дополнения включают регулярные выражения, умные указатели, хеш-таблицы, и генераторы случайных чисел. TR1 не стандарт, а скорее проект документа. Однако, большинство его предложений стало частью следующего официального стандарта, C++11.
Документ впервые был распространён в виде черновика Draft Technical Report on C++ Library Extensions, затем в 2007 году опубликован как ISO/IEC стандарт под названием ISO/IEC TR 19768:2007.

## Дополнения, описанные в TR1
Все дополнения, которые описывает TR1, находятся в namespace std::tr1

### Общие утилиты
- reference_wrapper
- Умные указатели:
  - shared_ptr
  - weak_ptr

### Функциональные объекты
Определены в заголовочном файле tr1/functional
- function
- bind
- result_of
- mem_fn

### Метапрограммирование и type_traits
Несколько меташаблонов определено в tr1/functional: is_pod, has_virtual_destructor, remove_extent, и другие. Основано на Boost Type Traits.

### Генерация случайных чисел
Заголовочный файл tr1/random определяет:
- variate_generator
- mersenne_twister
- poisson_distribution, etc.

### Специальные математические функции
Некоторые особенности TR1, такие, как специальные математические функции и некоторые дополнения C99, которые не включены в Visual C++ реализацию TR1.
Данные дополнения не попали в C++11.
- дополнения к <cmath>/<math.h> файлы заголовков — beta, legendre и т. д.

В следующей таблице приведены все 23 специальные функции, описанные в TR1.
| Имя функции                                                                         | Прототип функции                                            | Математическое выражение |
| ----------------------------------------------------------------------------------- | ----------------------------------------------------------- | --- |
| Обобщённые полиномы Лягерра                                                         | double assoc_laguerre(unsigned n, unsigned m, double x) ;   | {\displaystyle {L_{n}}^{m}(x)=(-1)^{m}{\frac {d^{m}}{dx^{m}}}L_{n+m}(x),{\text{ for }}x\geq 0} |
| Присоединённые многочлены Лежандра                                                  | double assoc_legendre(unsigned l, unsigned m, double x) ;   | {\displaystyle {P_{l}}^{m}(x)=(1-x^{2})^{m/2}{\frac {d^{m}}{dx^{m}}}P_{l}(x),{\text{ for }}x\geq 0} |
| Бета-функция                                                                        | double beta(double x, double y) ;                           | {\displaystyle \mathrm {B} (x,y)={\frac {\Gamma (x)\Gamma (y)}{\Gamma (x+y)}}} |
| Полный нормальный эллиптический интеграл Лежандра 1-го рода                         | double comp_ellint_1(double k) ;                            | {\displaystyle K(k)=F\left(k,\textstyle {\frac {\pi }{2}}\right)=\int _{0}^{\frac {\pi }{2}}{\frac {d\theta }{\sqrt {1-k^{2}\sin ^{2}\theta }}}} |
| Полный нормальный эллиптический интеграл Лежандра 2-го рода                         | double comp_ellint_2(double k) ;                            | {\displaystyle E\left(k,\textstyle {\frac {\pi }{2}}\right)=\int _{0}^{\frac {\pi }{2}}{\sqrt {1-k^{2}\sin ^{2}\theta }}\;d\theta } |
| Полный нормальный эллиптический интеграл Лежандра 3-го рода                         | double comp_ellint_3(double k, double nu) ;                 | {\displaystyle \Pi \left(\nu ,k,\textstyle {\frac {\pi }{2}}\right)=\int _{0}^{\frac {\pi }{2}}{\frac {d\theta }{(1-\nu \sin ^{2}\theta ){\sqrt {1-k^{2}\sin ^{2}\theta }}}}} |
| Вырожденные гипергеометрические функции                                             | double conf_hyperg(double a, double c, double x) ;          | {\displaystyle F(a,c,x)={\frac {\Gamma (c)}{\Gamma (a)}}\sum _{n=0}^{\infty }{\frac {\Gamma (a+n)x^{n}}{\Gamma (c+n)n!}}} |
| Регулярные цилиндрические функции Бесселя                                           | double cyl_bessel_i(double nu, double x) ;                  | {\displaystyle I_{\nu }(x)=i^{-\nu }J_{\nu }(ix)=\sum _{k=0}^{\infty }{\frac {(x/2)^{\nu +2k}}{k!\;\Gamma (\nu +k+1)}},{\text{ for }}x\geq 0} |
| Цилиндрические функции Бесселя первого рода                                         | double cyl_bessel_j(double nu, double x) ;                  | {\displaystyle J_{\nu }(x)=\sum _{k=0}^{\infty }{\frac {(-1)^{k}\;(x/2)^{\nu +2k}}{k!\;\Gamma (\nu +k+1)}},{\text{ for }}x\geq 0} |
| en:Irregular modified cylindrical Bessel functions                                  | double cyl_bessel_k(double nu, double x) ;                  | {\displaystyle {\begin{aligned}K_{\nu }(x)&=\textstyle {\frac {\pi }{2}}i^{\nu +1}{\big (}J_{\nu }(ix)+iN_{\nu }(ix){\big )}\\&={\begin{cases}\displaystyle {\frac {I_{-\nu }(x)-I_{\nu }(x)}{\sin \nu \pi }},&{\text{for }}x\geq 0{\text{ and }}\nu \notin \mathbb {Z} \\[10pt]\displaystyle {\frac {\pi }{2}}\lim _{\mu \to \nu }{\frac {I_{-\mu }(x)-I_{\mu }(x)}{\sin \mu \pi }},&{\text{for }}x<0{\text{ and }}\nu \in \mathbb {Z} \\\end{cases}}\end{aligned}}} |
| en:Cylindrical Neumann functions en:Cylindrical Bessel functions of the second kind | double cyl_neumann(double nu, double x) ;                   | {\displaystyle N_{\nu }(x)={\begin{cases}\displaystyle {\frac {J_{\nu }(x)\cos \nu \pi -J_{-\nu }(x)}{\sin \nu \pi }},&{\text{for }}x\geq 0{\text{ and }}\nu \notin \mathbb {Z} \\[10pt]\displaystyle \lim _{\mu \to \nu }{\frac {J_{\mu }(x)\cos \mu \pi -J_{-\mu }(x)}{\sin \mu \pi }},&{\text{for }}x<0{\text{ and }}\nu \in \mathbb {Z} \\\end{cases}}} |
| Неполный нормальный эллиптический интеграл 1-го рода                                | double ellint_1(double k, double phi) ;                     | {\displaystyle F(k,\phi )=\int _{0}^{\phi }{\frac {d\theta }{\sqrt {1-k^{2}\sin ^{2}\theta }}},{\text{ for }}\left\|k\right\|\leq 1} |
| Неполный нормальный эллиптический интеграл 2-го рода                                | double ellint_2(double k, double phi) ;                     | {\displaystyle \displaystyle E(k,\phi )=\int _{0}^{\phi }{\sqrt {1-k^{2}\sin ^{2}\theta }}d\theta ,{\text{ for }}\left\|k\right\|\leq 1} |
| Неполный нормальный эллиптический интеграл 3-го рода                                | double ellint_3(double k, double nu, double phi) ;          | {\displaystyle \Pi (k,\nu ,\phi )=\int _{0}^{\phi }{\frac {d\theta }{\left(1-\nu \sin ^{2}\theta \right){\sqrt {1-k^{2}\sin ^{2}\theta }}}},{\text{ for }}\left\|k\right\|\leq 1} |
| Интегральная показательная функция                                                  | double expint(double x) ;                                   | {\displaystyle {\mbox{E}}i(x)=-\int _{-x}^{\infty }{\frac {e^{-t}}{t}}\,dt} |
| Многочлены Эрмита                                                                   | double hermite(unsigned n, double x) ;                      | {\displaystyle H_{n}(x)=(-1)^{n}e^{x^{2}}{\frac {d^{n}}{dx^{n}}}e^{-x^{2}}} |
| en:Hypergeometric series                                                            | double hyperg(double a, double b, double c, double x) ;     | {\displaystyle F(a,b,c,x)={\frac {\Gamma (c)}{\Gamma (a)\Gamma (b)}}\sum _{n=0}^{\infty }{\frac {\Gamma (a+n)\Gamma (b+n)}{\Gamma (c+n)}}{\frac {x^{n}}{n!}}} |
| en:Laguerre polynomials                                                             | double laguerre(unsigned n, double x) ;                     | {\displaystyle L_{n}(x)={\frac {e^{x}}{n!}}{\frac {d^{n}}{dx^{n}}}\left(x^{n}e^{-x}\right),{\text{ for }}x\geq 0} |
| en:Legendre polynomials                                                             | double legendre(unsigned l, double x) ;                     | {\displaystyle P_{l}(x)={1 \over 2^{l}l!}{d^{l} \over dx^{l}}(x^{2}-1)^{l},{\text{ for }}\left\|x\right\|\leq 1} |
| Дзета-функция Римана                                                                | double riemann_zeta(double x) ;                             | {\displaystyle \mathrm {Z} (x)={\begin{cases}\displaystyle \sum _{k=1}^{\infty }k^{-x},&{\text{for }}x>1\\[10pt]\displaystyle 2^{x}\pi ^{x-1}\sin \left({\frac {x\pi }{2}}\right)\Gamma (1-x)\zeta (1-x),&{\text{for }}x<1\\\end{cases}}} |
| en:Spherical Bessel functions of the first kind                                     | double sph_bessel(unsigned n, double x) ;                   | {\displaystyle j_{n}(x)={\sqrt {\frac {\pi }{2x}}}J_{n+1/2}(x),{\text{ for }}x\geq 0} |
| en:Spherical associated Legendre functions                                          | double sph_legendre(unsigned l, unsigned m, double theta) ; | {\displaystyle Y_{l}^{m}(\theta ,0){\text{ where }}Y_{l}^{m}(\theta ,\phi )=(-1)^{m}\left[{\frac {(2l+1)}{4\pi }}{\frac {(l-m)!}{(l+m)!}}\right]^{1 \over 2}P_{l}^{m}(cos\theta )e^{im\phi },{\text{ for }}\|m\|\leq l} |
| en:Spherical Neumann functions en:Spherical Bessel functions of the second kind     | double sph_neumann(unsigned n, double x) ;                  | {\displaystyle n_{n}(x)=\left({\frac {\pi }{2x}}\right)^{\frac {1}{2}}N_{n+{\frac {1}{2}}}(x),{\text{ for }}x\geq 0} |

Каждая функция имеет два дополнительных варианта. Добавление F 'или' L 'суффикс к имени функции дает функцию, которая действует на float или long double значения соответственно. Например:
```
float
 
sph_neumannf
(
 
unsigned
 
n
,
 
float
 
x
 
)
 
;

long
 
double
 
sph_neumannl
(
 
unsigned
 
n
,
 
long
 
double
 
x
 
)
 
;

```

### Контейнеры
Тип для кортежей — tuple, основан на Boost Tuple, похож на расширение std: pair для большего числа объектов.
Тип для массивов фиксированной длины — array, основан на Boost Array.

### Хеш-контейнеры
Заголовочные файлы unordered_set, unordered_map. Типы unordered_set, unordered_multiset, unordered_map, unordered_multimap (аналоги set, multiset, map, multimap). Обеспечивают в среднем константное время доступа, но в худшем случае длительность операции будет иметь линейную сложность в зависимости от количества элементов в контейнере.

### Регулярные выражения
Заголовочный файл regex, предоставляет regex, regex_match, regex_search, regex_replace и т. п. Основан на Boost RegEx.

## Совместимость с Си
Одной из концепций при разработке C++ было обеспечение как можно большей совместимости с языком программирования Си. Однако данная концепция не являлась и не является приоритетной, а лишь настоятельно рекомендованной, а потому C++ нельзя в строгом смысле считать надмножеством Си (стандарты этих языков расходятся). TR1 — это попытка примирить некоторые из различий данных языков путём добавления различных заголовков в следующие библиотеки C++: <complex>, <locale>, <cmath> и т. д. Данные изменения способствуют приведению C++ в соответствие с C99 (не все части C99 включены в TR1).

## Techical Report 2
Существовали планы по публикации следующего набора дополнений, C++ Technical Report 2, после стандартизации C++11. Однако впоследствии комитет по стандартизации отказался от TR2 в пользу компактных проблемно-ориентированных спецификаций.
Некоторые из предлагаемых расширений:
- Потоки выполнения
- Работа с сетью (библиотека Asio)
- Сигналы и слоты
- Работа с файловой системой (Boost Filesystem)
- Типобезопасный контейнер для значений произвольных типов (Boost Any)
- Лексические преобразования (Boost Lexical Cast)
- Новые алгоритмы обработки строк
- Концепты некоторых алгебраических структур
- Поддержка гетерогенных операторов сравнения для поиска в контейнерах